# Марийское Тарасово
Марийское Тарасово — деревня в Санчурском муниципальном округе Кировской области России.

## География
Деревня находится в юго-западной части Кировской области, в зоне хвойно-широколиственных лесов, к югу от реки Пиштанки, на расстоянии приблизительно 12 километров к северо-западу от Санчурска, административного центра района. Абсолютная высота — 122 метра над уровнем моря.
Климат
Климат характеризуется как умеренно континентальный, с умеренно холодной снежной зимой и тёплым летом. Среднегодовая температура — 1,5 °C. Абсолютный минимум температуры воздуха самого холодного месяца (января) составляет −45 °C; абсолютный максимум самого тёплого месяца (июля) — 37 °C. Годовое количество атмосферных осадков — 687 мм, из которых большая часть выпадает в тёплый период.

## Население
| 2010 |
| ---- |
| 4    |

Половой состав
По данным Всероссийской переписи населения 2010 года в гендерной структуре населения мужчины составляли 25 %, женщины — соответственно 75 %.
Национальный состав
Согласно результатам переписи 2002 года, в национальной структуре населения русские составляли 67 % из 6 чел., марийцы — 33 %.

### Близлежащие населенные пункты
- деревня Русское Тарасово, Санчурский муниципальный округ, Кировская область
- деревня Позиково, Санчурский муниципальный округ, Кировская область